# Fish Never Sleep
Fish Never Sleep ist ein britischer animierter Kurzfilm von Gaëlle Denis aus dem Jahr 2002.

## Handlung
Naoko ist die Inhaberin eines Sushi-Restaurants unweit des Tsukiji-Fischmarkts. Seit 14 Tagen hat sie nicht mehr geschlafen und leidet unter ihrer Schlaflosigkeit. Sie hofft, in der nächsten Nacht einschlafen zu können und probiert verschiedenes, um Schlaf zu finden. Sie ist nicht erfolgreich. Gleichzeitig muss sie jeden Tag fit für die Arbeit sein. Sie fragt sich, ob sie wie die Fische ist, die auch nicht schlafen. Der Weg des Fangfisches durch die Verarbeitungsanlagen zum Tsukiji-Markt bis in die Läden wird verfolgt.
In einer schlaflosen Nacht setzt sich Naoko auf ihre Motorrad und rast durch die nächtliche Großstadt. Ihre Müdigkeit lässt sie die Orientierung verlieren und so stürzt sie mit ihrem Motorrad von einer Brücke und ertrinkt im Meer. Sie wird von einem Fischernetz an Land geholt und mit unzähligen Fischen der Fischverarbeitung zugeführt. Auf einem Fließband, auf dem die Fische zerteilt werden, sorgt ihr Körper schließlich für eine abrupte Unterbrechung der Arbeiten. Naoko meint als Erzählerin, sie wisse nun, warum Fische nie schlafen – weil sie sonst leicht zu fangen wären.

## Produktion
Gaëlle Denis schuf Fish Never Sleep als Projekt während ihres Studiums an der School of Communications des Royal College of Art. Der Film wurde teilweise computer- und teilweise handanimiert. Erzählerin bzw. Stimme der Naoko ist Caroline Bresard.

## Auszeichnungen
Fish Never Sleep gewann 2003 den BAFTA in der Kategorie Bester animierter Kurzfilm.